# Blackebergsskolan

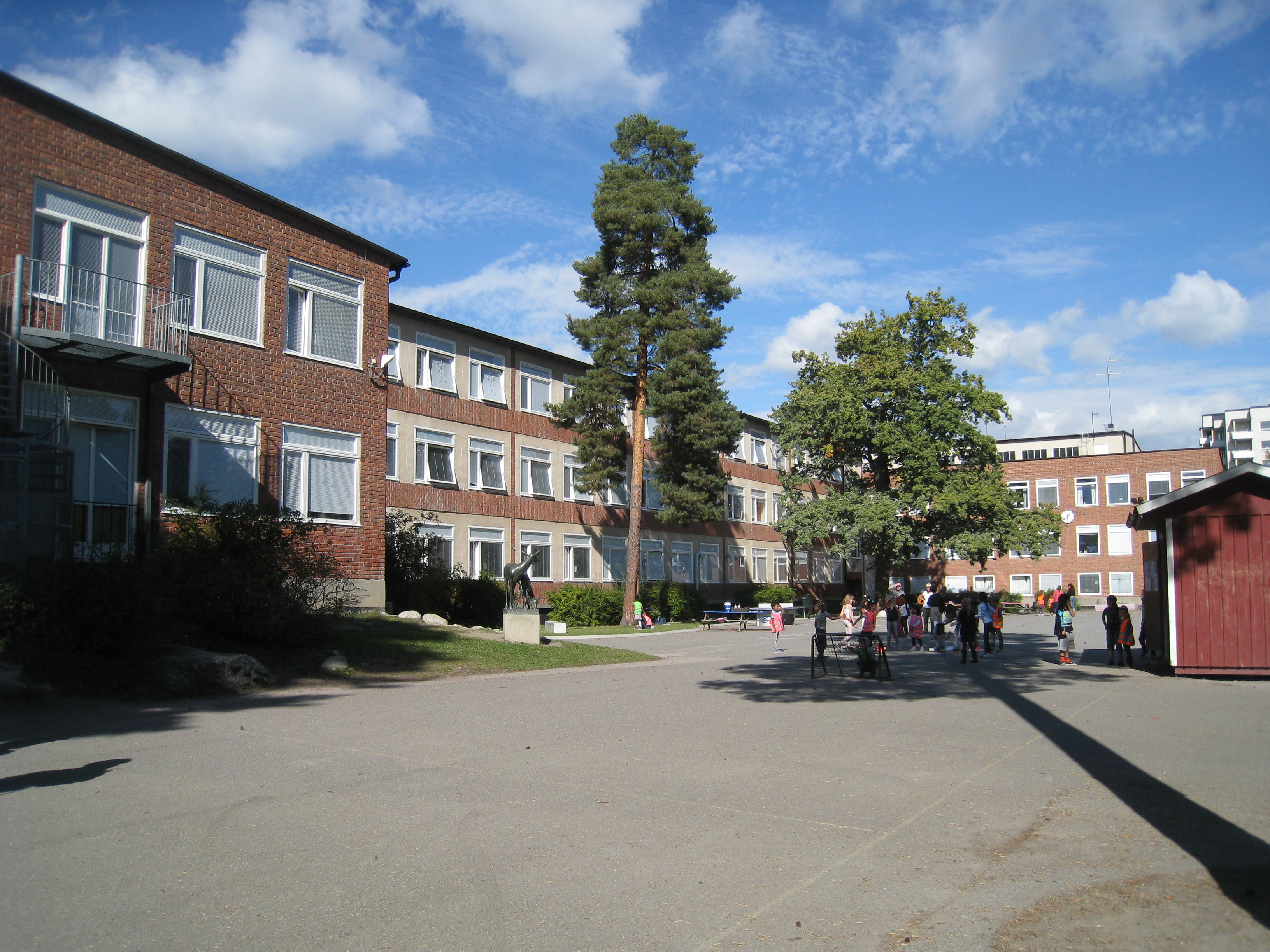
Blackebergsskolan i augusti 2013.

Blackebergsskolan är en kommunal grundskola på Björnsonsgatan 132 i Blackeberg i Bromma väster om Stockholm. Skolan har cirka 450 elever, tre parallellklasser i alla årskurser från förskoleklasser, grundskoleklasser år 1-6. Skolan ligger nära stadsdelens centrum, några minuters promenad från Blackebergs tunnelbanestation.

## Historik

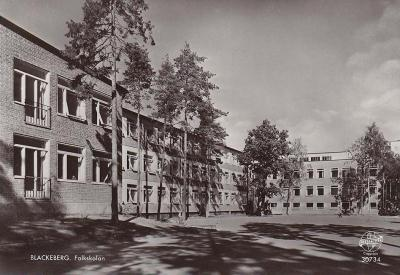
Blackebergs folkskola 1959.

Blackebergsskolan byggdes 1951 och blev färdig 1952. Åren 1952-1969 hette skolan Blackebergs folkskola. Skolan ritades 1951 och arkitekt var Åke E. Lindqvist (1914-1987). Skolan blev dock snart för liten eftersom så många unga familjer med barn flyttade hit. Årskurs 1 och 2 fick därför under många år hålla till i hyrda lokaler i bostadshusen i området. Nu är dock åldersfördelningen i området en helt annan, och förutom låg- och mellanstadieklasser finns i skolan nu också undervisning för barn i behov av särskilt stöd. I skolan och i de låga trähusen omkring finns lokaler för förskola och skolbarnsomsorg.

## Arkitektur

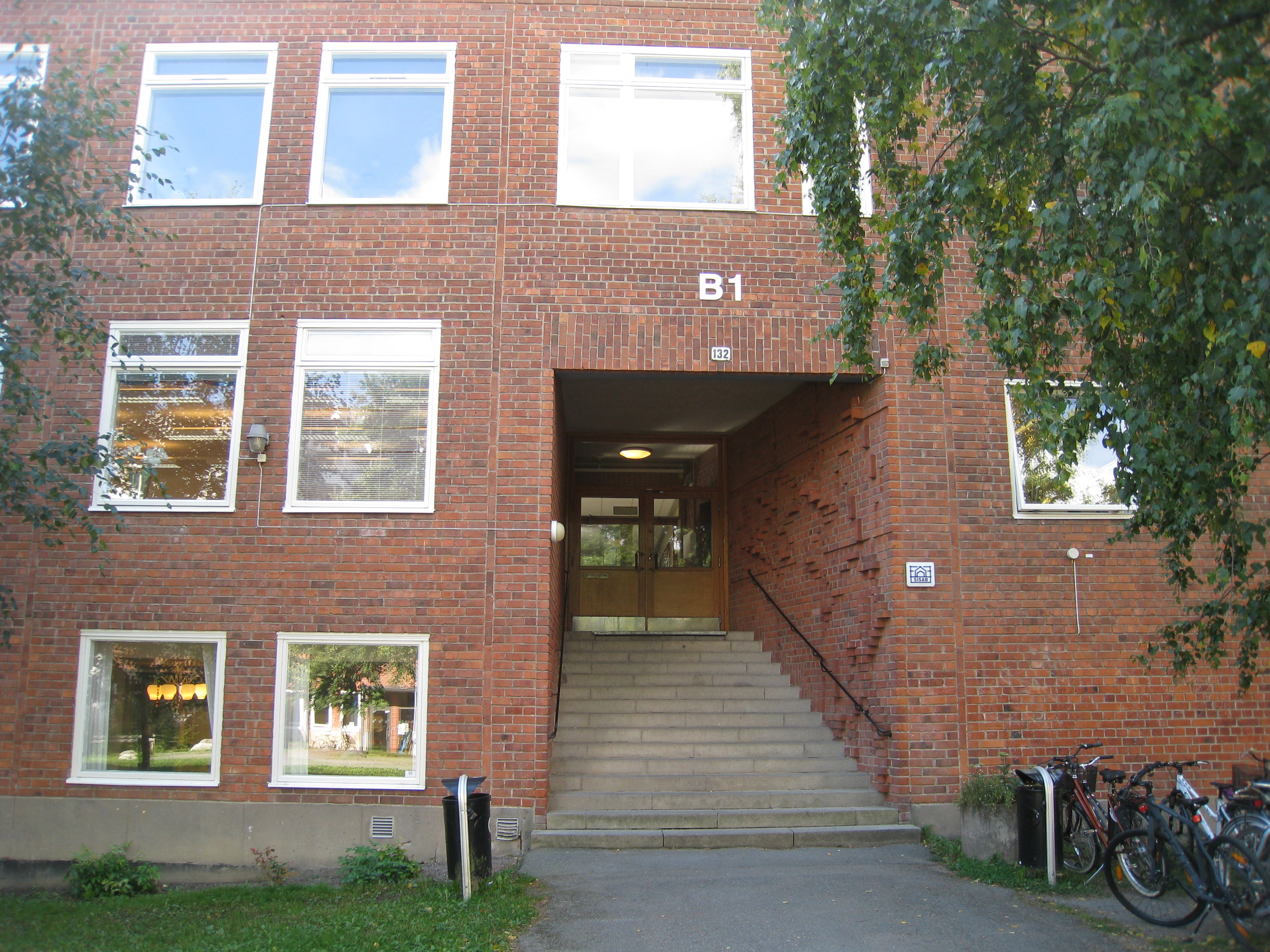
Blackebergsskolan ingång B1.

Blackebergsskolans hus är byggt i rött tegel med tak av svart plåt och vita snickerier kring fönstren. Entrén har mönsterlagt tegel. En vaktmästarbostad byggdes också. De ovannämnda trähusen, daghem (förskola) och fritidshem,  nybyggdes 1983 på tomten. Skolan är byggd i tre våningar och interiört är skolan byggd med en ljushall med tegelväggar med vertikala putsfält, kalkstensgolv, en betongtrappa med kalkstenssteg samt smidesräcken och träpanel på loftgångsräckena. På första våningen finns ljusinsläpp från två sidor. Skolan ligger i kvarteret Norrmannen 6. Byggmästare var Gustaf Detthoff och byggherre var Folkskoledirektionen. När stadsdelen Blackeberg byggdes skilde man biltrafiken och promenadvägarna åt. När parkområdena planerades på 1950-talet ville man utnyttja naturen i stället för att förändra den. Vid den tiden var stadsträdgårdsmästare Holger Blom en av planerarna.

## Konstnärlig utsmyckning

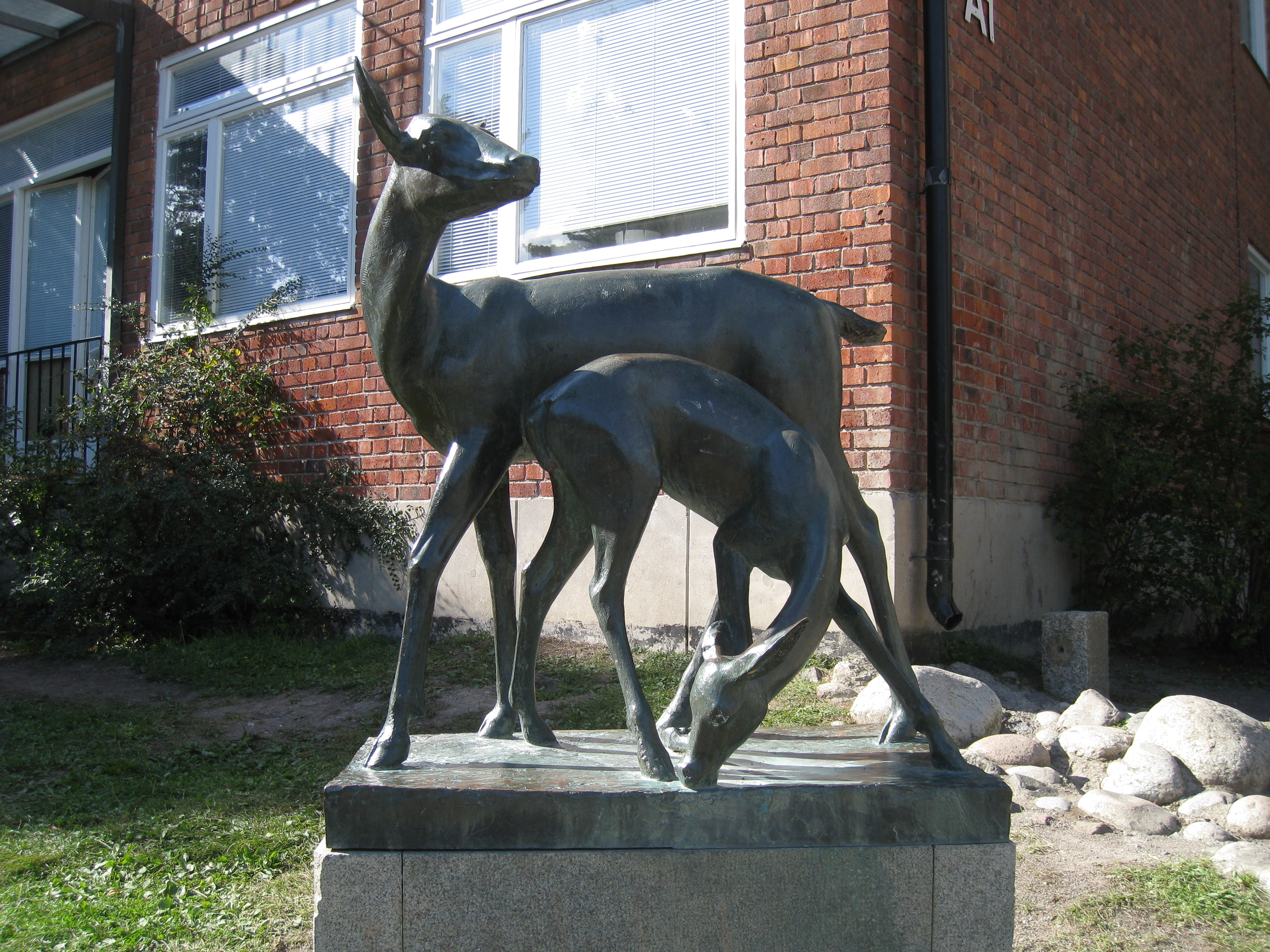
"Hjorthind med kalv" (1951), skulptur i brons av Arne N. Vigeland.

1952 skapade konstnären och skulptören Arne Jones en skulptur, Den fantasifulle muraren, som finns i Blackebergsskolan. På skolgården finns skulpturer, dels Hjorthind med kalv av den norske skulptören Arne N. Vigeland (1900-1983), dels två totempålar, som skolans elever tillverkat. Arne Vigelands original av skulpturen Hjorthind med kalv finns i Rådhusparken i Haugesund, en stad på den norska västkusten. Några andra kända norska konstnärer med namnet Vigeland är skulptören Gustav Vigeland (1869-1943) och hans bror, målaren Emanuel Vigeland (1875-1948), samt Emanuels Vigelands dotter Maria Vigeland (1903-1983).

## Blackebergsskolan i litteraturen
I romanen Låt den rätte komma in, som utspelar sig i Blackeberg, går karaktären Oskar i Blackebergsskolan, där han ständigt blir trakasserad av andra elever i klassen.